# Martin Creed
Martin Creed (* 1968 in Wakefield) ist ein englischer Künstler, der für seine auf der Konzeptkunst der 1960er und 1970er Jahre basierenden Werke bekannt wurde. Er gewann 2001 den Turner Prize.

## Leben und Werk

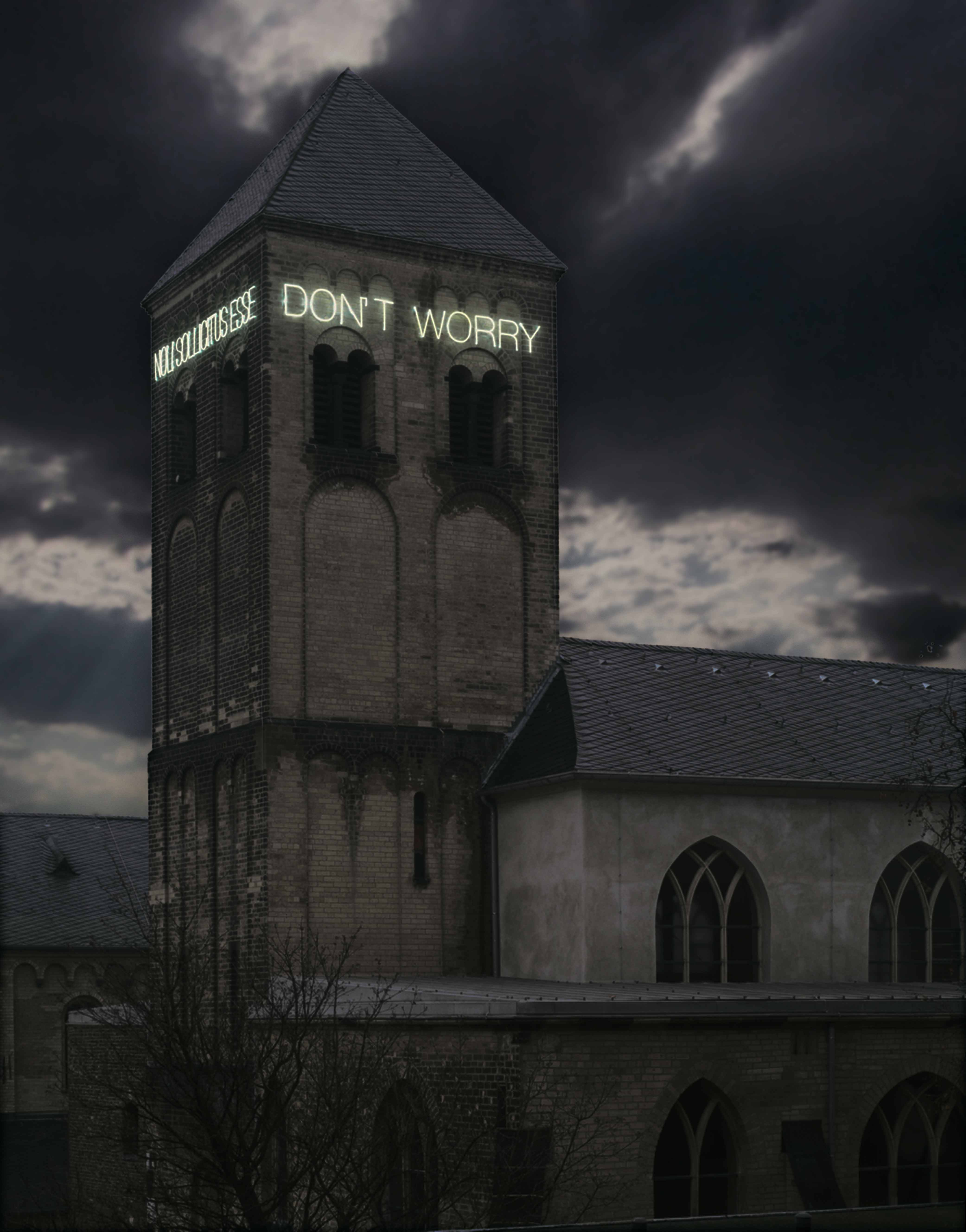
Don’t Worry, 2005, Kunst-Station Sankt Peter Köln

Martin Creed wurde in Wakefield geboren und wuchs in Glasgow auf. Er studierte von 1986 bis 1990 Kunst an der Slade School of Art am University College London.
Seit 1987 hat Creed seine Werke nummeriert. Die meisten Werktitel beziehen sich sehr direkt auf die Substanz des jeweiligen Werkes. Work No. 79, some Blu-tack kneaded, rolled into a ball and depressed against a wall (1993) ist beispielsweise genau das, was der Titel beschreibt: ein geknetetes Stück Blu-Tack, zu einem Ball gerollt und an eine Wand gedrückt.
1994 gründete Creed die Band Owada. 1997 veröffentlichte sie ihre erste CD, Nothing, bei David Cunninghams Label „Piano“. Auch hier besteht eine sehr direkte Verbindung zwischen den Titeln und dem Werk selbst: in Liedern wie 1-2-3-4 ist der ganze Liedtext bereits im Titel enthalten.
Martin Creeds Werk wird durch zwei Zitate gut beschrieben. In einem Interview sagte er: „Ich möchte gerne alles machen, und so fühle ich mich oft hin- und hergerissen.“ Anlässlich seiner Ausstellung im Kunstverein Heilbronn / Kunsthalle Vogelmann wurde er für eine Schülerzeitung befragt, ob er einem jungen Menschen den Beruf des Künstlers empfehlen könne. Martin Creed beantwortete dies mit einem unbedingten Ja, denn nur dabei gebe es die Möglichkeit, frei zu sein und wirklich alles machen zu können, was man wolle.
Der Künstler, Musiker, Choreograf, Schriftsteller und Modedesigner nutzt dabei unterschiedlichste Medien, Methoden und Materialien. Objekte, Videos, Collagen, Wandmalereien, Skulpturen, Performances, Musik, Tanz und vieles mehr stehen dabei gleichberechtigt nebeneinander, manchmal in einem Ausstellungsraum.
Zu den bekanntesten Werken Creeds gehört Work No. 200, half the air in a given space (1998), das aus einem Raum besteht, in dem sich so viele Luftballons befinden, dass sie die Hälfte der Luft im Raum enthalten. Die Installation vermittelt ein gänzlich verändertes, emotionales Raumgefühl durch den Kontakt mit den Ballons. Das Werk wurde unter anderen Werknummern in mehreren Jahren mit verschiedenen Ballonfarben und -größen ausgestellt (z. B. Work No. 200, 1998, weiß, 12″, No. 202, 1998, schwarz, 12″, No. 360, 2004, silbern, 16″, No. 1562, 2015/2016, farbig, 24″, No. 2497, 2016, weiß, 24″, No 265, 2023, gelb, 24" (Begleitheft zu "I don’t know what art is")). Auch dies ein Hinweis auf die serielle Arbeitsweise von Michael Creed.
Serielle Arbeit und Verwendung von Alltagsgegenständen spiegeln sich in Work No. 1990 (Pyramide aus Küchenrollen), Work No. 2319 (Pyramide aus Toilettenpapier), Work No. 2321 / 2750 (Textmarker auf Papier, je 24-teilig), Work No. 603 (6 verschiedene Kakteen).
Für Aufmerksamkeit sorgte auch Work No. 227, the lights going on and off., das Creed für die Ausstellung zum Turner Prize 2001 in der Tate Gallery zeigte. Es bestand aus einem leeren Raum, in dem das Licht regelmäßig ein- und ausgeschaltet wurde. Hinterfragt wurde, ob ein derartig minimalistisches Werk überhaupt als Kunst angesehen werden kann. Die Künstlerin Jacqueline Crofton bewarf die Wände des Raums aus Protest mit Eiern. Creed gewann den Preis.
Neben seiner Musik sind Klänge auch ein Element von Creeds anderen Werken, beispielsweise unter Verwendung von Türklingeln und Metronomen, so Work No. 223 Three metronomes beating time, one quickly, one slowly and neither quickly nor slowly.
Schriftzüge aus Neonröhren sind ein weiteres Stilmittel. In diesen Fällen zeigt der Werktitel den Text der Neonschrift an. Dazu gehören Work No. 220, Don’t Worry (2000), Work No. 225, Everything Is Going To Be Alright (2000) sowie Work No. 232, the whole world + the work = the whole world (2000), letzteres wurde an der Tate Britain in London angebracht.
Die Performance Runners, Work No. 850 wurde vom 1. Juli bis 16. November 2008 ebenfalls in der Tate Britain gezeigt. Alle 30 Sekunden rennt hierbei ein Läufer so schnell wie möglich durch die Galerie.

## Ausstellungen (Auswahl)
- 2023/2024: Martin Creed: I don’t know what art is, Museum für Konkrete Kunst, Ingolstadt (21. Oktober 2023 bis 3. März 2024)[5]